# Arzén von Cserépy
Arzén von Cserépy (né le 17 juillet 1881 à Budapest, en Autriche-Hongrie, et mort en mars 1958 dans la même ville) est un réalisateur et producteur de cinéma hongrois surtout actif dans le cinéma allemand du temps de la République de Weimar puis du Troisième Reich.
Cserépy adhère au parti nazi en janvier 1932.

## Biographie
Son Fridericus Rex au parti pris militariste devait être cité par Goebbels comme un modèle de film historique.

## Filmographie
- 1915 : Der ewige Friede (de)
- 1916 : Ein Blatt Papier (de)
- 1916 : Nirwâna
- 1916 : Seltsame Köpfe (de)
- 1916 : Die Dame mit der Maske
- 1917 : E, der scharlachrote Buchstabe (de)
- 1917 : Wer weiß?
- 1917 : Die Glaswand
- 1918 : Colomba (de)
- 1918 : Madame d'Ora
- 1918 : Das Land der Sehnsucht
- 1918 : Die Rose von Dschiandur
- 1919 : Nach dem Gesetz (de)
- 1919 : Das Ende vom Liede
- 1919 : Die Schreckensnacht im Irrenhaus Ivoy
- 1919 : Ballskandal
- 1919 : Darwin. Die Abstammung des Menschen vom Affen
- 1919 : Maria Magdalene (de)
- 1920 : Katharina die Große (de)
- 1920 : Das Mädchen aus der Ackerstraße (de)
- 1920 : Graf Sylvains Rache
- 1921 : Loge Nr. 11
- 1922 : Fridericus Rex
- 1922 : Betrogene Betrüger
- 1923 : Alt-Heidelberg
- 1924 : Windstärke 9 (de)
- 1931 : Douaumont
- 1932 : Maréchal en avant ! (de) (Marschall Vorwärts)
- 1933 : La Chorale de Leuthen (Der Choral von Leuthen), coréalisé avec Carl Froelich
- 1934 : Une maîtresse femme (en) (Ein Mädchen mit Prokura)
- 1935 : Nur nicht weich werden, Susanne!
- 1940 : Szeressük egymást (en)
- 1940 : A Gorodi fogoly
- 1940 : Földindulás (en)
- 1940 : Hazafelé (en)